# Roman Pavelka
Roman Pavelka (4. ledna 1968 – 14. února 2001 Uničov) byl český fotbalový záložník. Zemřel při tréninku na zástavu srdce.

## Fotbalová kariéra
Hrál za VTJ Tábor, FC Baník Ostrava, FC Petra Drnovice, AFK Atlantik Lázně Bohdaneč a SK Uničov. V československé a české lize nastoupil v 78 utkáních a dal 9 gólů.

## Ligová bilance
| Ročník                                   | Zápasy | Góly | Klub                        |
| ---------------------------------------- | ------ | ---- | --------------------------- |
| 1. československá fotbalová liga 1989/90 | 1      | 0    | FC Baník Ostrava            |
| 1. československá fotbalová liga 1990/91 | 13     | 1    | FC Baník Ostrava            |
| 1. československá fotbalová liga 1991/92 | 12     | 5    | FC Baník Ostrava            |
| 1. česká fotbalová liga 1993/94          | 15     | 1    | FC Petra Drnovice           |
| 1. česká fotbalová liga 1994/95          | 9      | 0    | FC Petra Drnovice           |
| 1. česká fotbalová liga 1995/96          | 5      | 0    | FC Petra Drnovice           |
| 1. česká fotbalová liga 1997/98          | 23     | 2    | AFK Atlantik Lázně Bohdaneč |
| CELKEM                                   | 78     | 9    |                             |